# Долматов Олег Васильович
Оле́г Васи́льович Долма́тов (рос. Олег Васильевич Долматов, нар. 29 листопада 1948, Челябінськ-40) — радянський футболіст, півзахисник. По завершенні ігрової кар'єри — футбольний тренер. Наразі очолює тренерський штаб команди «Чорноморець» (Новоросійськ).
Як гравець насамперед відомий виступами за клуб «Динамо» (Москва), а також національну збірну СРСР.

## Клубна кар'єра
У дорослому футболі дебютував 1967 року виступами за команду клубу «Кайрат», в якій провів п'ять сезонів, взявши участь у 126 матчах чемпіонату.
1972 року перейшов до складу «Динамо» (Москва), за який відіграв 7 сезонів. Більшість часу, проведеного у складі московського «Динамо», був основним гравцем команди. В складі «динамівців» в 1976 році став чемпіоном СРСР, у 1973 і 1975 роках — бронзовим призером, а в 1977 році виграв Кубок СРСР. Протягом п'яти років був капітаном команди. У 1971 був першим, а в 1973 році — другим у списку 33 найкращих футболістів країни. Крім того, на його рахунку участь у 15 єврокубкових матчах, один з яких був фіналом Кубка володарів кубків 1972 року.
Завершив професійну кар'єру футболіста виступами за «Динамо» у 1979 році.

## Виступи за збірну
18 вересня 1971 року дебютував в офіційних іграх у складі національної збірної СРСР в товариському матчі проти збірної Індії.
У складі збірної був учасником чемпіонату Європи 1972 року у Бельгії, де разом з командою здобув «срібло».
Протягом кар'єри у національній команді, яка тривала 7 років, провів у формі головної команди країни лише 14 матчів.

## Кар'єра тренера
Розпочав тренерську кар'єру невдовзі по завершенні кар'єри гравця, 1981 року, очоливши тренерський штаб клубу «Динамо» (Ставрополь), з яким працював до 1986 року.
Надалі недовго очолював «Динамо-2» (Москва) та «Динамо» (Сухумі).
У 1992 році очолив «Чорноморець» (Новоросійськ), і вже наступного року вивів команду до першої ліги, а 1994 року вперше в історії до Вищої. 1997 року «Чорноморець» під керівництвом Долматова здобув рекордне 6 місце чемпіонату.
У середині 1998 року Олег став головним тренером ЦСКА (Москва), з яким став срібним та бронзовим призером чемпіонату. Надалі очолював низку російських клубів, а також українську «Ворсклу» та абхазьке «Динамо» (Сухумі), проте в жодній з команд не затримувався надовго.
З 15 червня 2012 року очолює тренерський штаб команди «Чорноморець» (Новоросійськ).

## Досягнення

### Як гравець
- Чемпіон СРСР (1): 1976 (в);
- Бронзовий призер (2): 1973, 1975
- Переможець Кубку СРСР (1): 1977;
- Переможець Кубку сезону СРСР (1): 1977;
- Фіналіст Кубку Кубків: 1972;
- Віце-чемпіон Європи: 1972
- У списку «33 найкращих футболістів СРСР»: 1971, 1973

### Як тренер
- Срібний призер чемпіонату Росії: 1998;
- Бронзовий призер чемпіонату Росії (2): 1999, 2006;
- Переможець Першого дивізіону Росії: 2008;